# Марков Осип Осипович
Марков Осип Осипович (25. 10. 1890, Львів — 27. 11. 1976, Братислава) — славіст, правознавець, історик права, етнограф. Син Маркова Осипа Андрійовича, племінник Маркова Дмитра Андрійовича.
Дослідник слов’янського права; від 1931 року був професором історії слов’янського права юридичного факультету Братиславського університету, у 1946 – 1950 роках ― професором чеської і загальної  історії права в Братиславі.

## Життєпис
Народився 25 жовтня 1890 року у Львові в сім’ї журналіста Осипа Андрійовича Маркова.
Навчався на юридичних факультетах спочатку у Відні (1908 – 1913), потім у Львові, де став доктором права (1913) та розпочав юридичну практику.
З початком Першої світової війни переїхав до Російської імперії (1915 року), де вивчав слов’янське право від керівництвом Ф. Ф. Зігеля у Варшавському (а після евакуації того у м. Ростов-на-Дону — Донському) університетах (за ще однією версією 1915 переїхав зі Львова до Києва, згодом — у м. Ростов-на-Дону, де став співробітником «Русского народного совета», який відрядив його у Бухарест для налагодження контактів із російськими та українськими полоненими в Австро-Угорщині та надання їм матеріальної допомоги). 
1917 повернувся до Ростова-на-Дону. Був секретарем Південно-донського союзу кредитних кооперативів, викладачем Донського університету. 1919 відправлений в однорічне наукове відрядження до країн Європи (Чехія, Австрія, Угорщина, Франція), з якого через воєнні дії у Росії вже не повернувся. Як особистий секретар свого дядька Д. Маркова взяв участь у Паризькій мирній конференції 1919–1920 років. Працював юристом в Ужгороді та Мукачевому, досліджував закарпатські архіви і звичаєве право.
Після служби з юридичної частини в Ужгороді та Мукачеві Марков вступив до Карлового університету на Російський юридичний факультет до П. І. Новгородцева, де 1924 року під керівництвом Карела Кадлеця здобув докторат (за інш. версією у 1926 році став габілітованим доктором Російського юридичного факультету Університету в Празі). Читав російське та сербське право.
Від 1931 року був професором історії слов’янського права юридичного факультету Братиславського університету, у 1946 – 1950 роках ― професором чеської і загальної  історії права в Братиславі. Від 1951 року — на пенсії.
Перебуваючи на пенсії, двадцять років співпрацював із Народознавчим інститутом Словацької АН у Братиславі.
У національній орієнтації О. Марков еволюціонував від москвофільства до свідомого українства, перед смертю написав спогади українською літературною мовою. Помер 27 листопада 1976 року у м. Братиславі.
Був автором праць з історії права та етнографії. Написав розвідки з історії чеського кримінального права (1934), чеського земського права XIII–XIV століть (Братислава, 1948) та ін..